# Toxostoma cinereum
A Toxostoma cinereum a madarak osztályának a verébalakúak (Passeriformes) rendjéhez és a gezerigófélék (Mimidae) családjához tartozó faj.

## Rendszerezése
A fajt Xántus János magyar természettudós írta le 1860-ban, a Harporhynchus nembe Harporhynchus cinereus néven.

## Előfordulása
Mexikóban, a Kaliforniai-félszigeten honos. Természetes élőhelyei a szubtrópusi vagy trópusi gyepek és cserjések. Állandó, nem vonuló faj.

## Alfajai
- Toxostoma cinereum cinereum (Xantus de Vesey, 1860)
- Toxostoma cinereum mearnsi (Anthony, 1895)[2]

## Megjelenése
Testhossza 27 centiméter, testtömege 59–70 gramm.
|  |

## Életmódja
Ízeltlábúakkal és kaktuszok gyümölcseivel táplálkozik.

## Természetvédelmi helyzete
Az elterjedési területe nagyon nagy, egyedszáma pedig stabil. A Természetvédelmi Világszövetség Vörös listáján nem fenyegetett fajként szerepel.